# Machimus cavagnaroi
Machimus cavagnaroi là một loài ruồi trong họ Asilidae. Machimus cavagnaroi được Joseph & Parui miêu tả năm 1995. Loài này phân bố ở miền Ấn Độ - Mã Lai.